# رژی سیمون
رژی سیمون (فرانسوی: Régis Simon‎؛ زادهٔ ۱۹ مارس ۱۹۵۸) دوچرخه‌سوار اهل فرانسه است.